# Pseudothalera obscuristrigata
Pseudothalera obscuristrigata là một loài bướm đêm trong họ Geometridae.